# Isaak ben Mose Hallevi Profiat Duran
Isaak ben Mose Hallevi Profiat Duran (hebräisch יצחק בן משה הלוי, genannt Efodi; * 1350 vermutlich in Perpignan; † 1415 in Westeuropa) war ein philosophisch gebildeter Grammatiker und Hebraist in Spanien, der während der Verfolgungen von 1391 zum Christentum übertrat und danach zum Judentum zurückkehrte. Der Nachname „Duran“ benennt eine Gruppe jüdisch-provençalische Familienangehörige.

## Leben und Wirken
Während seiner Jugend studierte er einige Zeit an einer Talmudschule in Deutschland, weigerte sich dabei jedoch nur auf das Studium des Talmuds zu beschränken und so widmete er sich trotz des Verbots seiner Lehrer dem Studium der Philosophie und anderer Wissenschaften.
Hiernach nahm er dann eine Stelle als Hauslehrer bei einer wohlhabenden Familie Crescas in Katalonien an. Dort wurde er 1391 während einer spanischen Verfolgungswelle gezwungen, sich zum römischen Katholizismus zwangstaufen zu lassen. Wobei er den Namen Honoratus de Bonafide annahm. Wie viele andere nach außen hin konvertierte sephardische Juden führte er seine eigenen religiösen Bräuche im Geheimen fort und praktizierte nach seiner Abreise aus Spanien wieder offen das Judentum.
Zuvor plante Profiat Duran, mit einem anderen zwangskonvertierten spanischen Juden nach Palästina zu reisen. Die Reise wurde jedoch abgebrochen, als Duran einen Brief von seinem Mitkonvertiten erhielt, in dem dieser seinen Wunsch äußerte, römisch-katholisch zu bleiben, und Duran drängte, ebenfalls dem Christentum weiterhin verbunden zu bleiben. Durans Antwort, der Brief bzw. Reimprosa-Epistel Al tehi ka-ʾavotekha („Sei nicht wie Deine Väter“), hierin geißelte er mit bissiger Ironie die Apostasie seines Freundes David Bonet Bonjorn und hob die irrationalen Elemente des christlichen Glaubens derart hervor, dass unbedarfte Leser es als pathetisches Lob des Christentums missverstehen konnten und die Epistel als „Alteca Boteca“ sogar zitierten. Er fasste auch mit gespielter Naivität die schlimmsten Missbräuche der damaligen Kirche zusammen. Die Satire war so kunstvoll, dass der in Spanien weit verbreitete Brief von den Christen zunächst als Verteidigung ihrer Religion begrüßt wurde.
Im umfangreichen Buch „kelimmat ha-gojim“ („Schmach der Nichtjuden“), das er als Getaufter verfasst hatte, unterzog er Passagen des Neuen Testaments und aus den Kirchenvätern (vor allem aus Hieronymus) einer geradezu historisch-kritischen Prüfung, die vielen späteren Apologeten als Vorbild gedient hat. Das Buch behandelt in zwölf Kapiteln die Göttlichkeit Jesu, Trinitäts- und Inkarnationslehre, die Unaufhebbarkeit der Tora, das Papsttum, Sakramente und zahlreiche von den Christen anders gedeutete Stellen des Alten Testaments. Darin kritisiert er die Kirchenväter unter anderem dafür, dass ihre Trinitätslehre auf falschen Schlussfolgerungen aus der Kabbala basiere.
In den Jahren 1412 bis 1413 nahm er an der Disputation von Tortosa teil.
Profiat Duran verfasste unter anderem auch „maasse efod“, eine hebräische Grammatik.

## Schriften (Auswahl)
- Maʾaseh Efod. (1403) (eine hebräische Grammatik)
- Al tehi ka-ʾavotekha. („Sei nicht wie Deine Väter“)
- Kelimat ha-Goyim. („Die Schande der Heiden“), um 1397